# 12673 Kiselman
12673 Kiselman eller 1980 FH3 är en asteroid i huvudbältet som upptäcktes den 16 mars 1980 vid Europeiska sydobservatoriet (ESO) av Uppsalaastronomen Claes-Ingvar Lagerkvist. Den är uppkallad efter Dan Kiselman.
Asteroiden har en diameter på ungefär 8 kilometer.